# Movimento Patriótico da Costa do Marfim
Movimento Patriótico da Costa do Marfim (em francês:  Mouvement patriotique de Côte d'Ivoire, MPCI) foi o principal grupo rebelde durante a Primeira Guerra Civil da Costa do Marfim, que a partir de 2005 se transformou em um importante partido político.
Foi liderado pelo nortista Guillaume Soro, que esteve intimamente ligado a oposição a Frente Popular Marfinense (FPI).  O MPCI também teve em suas fileiras Louis Dacoury Tabley, ex-dirigente da Frente Popular Marfinense na época de sua fundação.  Embora seja essencialmente um partido do norte, o Movimento Patriótico da Costa do Marfim tem representantes de todo país.
Surgiu em 2002 no contexto da rebelião para derrubar o governo de Laurent Gbagbo.  Juntou-se em dezembro de 2002 com Movimento para a Justiça e a Paz e com o Movimento Popular Marfinense do Grande Oeste para formar as Forças Novas da Costa do Marfim. 